# 石戸村 (埼玉県)
石戸村（いしどむら）は、埼玉県北足立郡にあった村。現在の北本市西部にあたる。1943年に中丸村と合併して北本宿村となり廃止した。

## 地理
- 河川 - 荒川

### 隣接していた自治体
（括弧内は現在の自治体）
- 北足立郡
  - 桶川町（桶川市）
  - 川田谷村（桶川市）
  - 加納村（桶川市）
  - 中丸村（北本市）
  - 馬室村（鴻巣市）
- 比企郡
  - 東吉見村（吉見町）
  - 小見野村（川島町）
  - 八ツ保村（川島町）

## 歴史
- 1889年4月1日 - 町村制施行に伴い、下石戸上村・下石戸下村・石戸宿村・高尾村・荒井村が合併し、石戸村となる[1]。
- 1943年2月11日 - 中丸村と合併し、北本宿村となる[1]。

## 関連文献
- 新編武蔵風土記稿
  - 「石戸宿村」『新編武蔵風土記稿』 巻ノ151足立郡ノ17、内務省地理局、1884年6月。NDLJP:764000/3。
  - 「下石戸上村」『新編武蔵風土記稿』 巻ノ151足立郡ノ17、内務省地理局、1884年6月。NDLJP:764000/4。
  - 「下石戸下村」『新編武蔵風土記稿』 巻ノ151足立郡ノ17、内務省地理局、1884年6月。NDLJP:764000/5。
  - 「高尾村」『新編武蔵風土記稿』 巻ノ151足立郡ノ17、内務省地理局、1884年6月。NDLJP:764000/5。
  - 「荒井村」『新編武蔵風土記稿』 巻ノ151足立郡ノ17、内務省地理局、1884年6月。NDLJP:764000/10。